# Pol-e Khomri
Ne doit pas être confondu avec Myriam El Khomri.
 Pol-e-Khomri, ou Pul-i-Kumri (persan : پلخمری) est une ville d'Afghanistan, le chef-lieu de la province de Baghlân.
L'aéroport le plus proche est à Kunduz à 76,3 km. Sa population était de 60 000 habitants en 2002.
Ses coordonnées sont 35° 55′ 10″ N, 68° 43′ 49″ E.